# Dérbi da Andaluzia
Derbi da Andaluzia é um clássico de futebol espanhol, disputado entre o Sevilla FC e o Real Betis Balompié, da cidade de Sevilha, em Andaluzia. Esse é considerado um dos clássicos mais violentos do país. Muitas histórias e tradições do povo da Andaluzia estão refletidas nessa disputa futebolística.
Na última década, na hora de discutirem qual deles é maior, os torcedores dos dois times têm celebrado muito as vitórias impostas ao time rival. Seja no confronto direto entre as equipes, seja na conquistas de títulos importantes.
Os torcedores béticos alegam que alcançaram antes a primeira divisão do Campeonato Espanhol (1931), tendo conseguido o título logo 4 anos depois (1935), enquanto os sevillistas só alcançaram a primeira divisão em 1933 e conseguiram o título somente 13 anos depois (1946).
Em contra partida, os torcedores do Sevilla FC alegam estarem em vantagem, pois o seu time conquistou recentemente três glórias internacionais: o bi-campeonato na Copa da UEFA (2005–06 e 2006–07) e a Supercopa da UEFA (2006), ao passo que os torcedores do Real Betis celebraram somente a conquista da Copa del Rey em 2005.
Não é possível entender-se a história dos dois clubes, sem a histórica rivalidade existente entre eles. Desde os primórdios do futebol espanhol, os béticos e os sevillistas, estão envolvidos em numerosas polêmicas, tanto esportivas quanto extra esportivas.

## Fatos marcantes
Em 8 de Outubro de 1915, teve lugar o primeiro jogo entre as equipes, com a vitória do Sevilla por 4 a 3. Em 1918, durante a Copa da Andaluzia, na qual enfrentava o Sevilla, os jogadores Canda e Artola não obtiveram permissão para jogar, haja vista que se encontravam em serviço militar. Como protesto, os dirigentes do Real Betis fizeram com que o clube entrasse em campo com o time infantil. Essa atitude resultou numa derrota por 22 a 0.
Na Copa del Rey de 1982–83, a partida entre os times acabou em pancadaria e com Santi (Sevilla FC), Canito e Diarte (Real Betis) expulsos.
Durante o jogo pelas quartas de finais, válido pela Copa del Rey, em 28 de Fevereiro de 2007, no Estadio Manuel Ruiz de Lopera, o jogo foi suspenso aos 60 minutos, porque torcedores do Betis jogaram objetos na cabeça de Juande Ramos, técnico do Sevilla, levando-o a nocaute. Ramos teve que ser removido para receber cuidados médicos e em protesto, os jogadores do Sevilla FC abandonaram a partida.

## Títulos
Listagem de títulos conquistados por Sevilla FC e Real Betis nas competições oficiais, a nível regional, nacional e internacional, comuns aos dois clubes ao longo da história.
| Competições Internacionais                               | Sevilla FC | Real Betis |
| -------------------------------------------------------- | ---------- | ---------- |
| Taça Intercontinental / Mundial de Clubes                | -          | -          |
| Desafio de Clubes da UEFA–CONMEBOL                       | 1          | -          |
| Taça dos Campeões Europeus / Liga dos Campeões da UEFA   | -          | -          |
| Taça das Cidades com Feiras / Copa da UEFA / Liga Europa | 7          | -          |
| Taça das Taças                                           | -          | -          |
| Supercopa Europeia                                       | 1          | -          |
| Taça Intertoto                                           | -          | -          |
| Competições Nacionais                                    | Sevilla FC | Real Betis |
| Campeonato Espanhol                                      | 1          | 1          |
| Copa do Rei da Espanha                                   | 5          | 3          |
| Copa da Liga Espanhola                                   | -          | -          |
| Supercopa da Espanha                                     | 1          | -          |
| Copa Eva Duarte                                          | -          | -          |
| Campeonato Espanhol da 2ª Divisão                        | 4          | 7          |
| Campeonato Espanhol da 3ª Divisão                        | -          | 1          |
| Competições Regionais                                    | Sevilla FC | Real Betis |
| Copa da Andaluzia                                        | 17         | 1          |
| Copa de Sevilla                                          | -          | 1          |
| Campeonato da Federação Regional do Sul                  | -          | 1          |
| Campeonato da Copa Artística de Sevilla                  | -          | 1          |
| Total                                                    | 37         | 16         |

## Estatísticas

### Histórico de confrontos
| Estatísticas           |     |
| Número de partidas     | 197 |
| Vitórias do Sevilla FC | 93  |
| Vitórias do Real Betis | 58  |
| Empates                | 46  |
| Gols do Sevilla FC     | 348 |
| Gols do Real Betis     | 236 |

### Histórico de confrontos (Jogos oficiais)
| Estatísticas           |     |
| Número de partidas     | 140 |
| Vitórias do Sevilla FC | 65  |
| Vitórias do Real Betis | 40  |
| Empates                | 35  |
| Gols do Sevilla FC     | 213 |
| Gols do Real Betis     | 162 |

## Últimos jogos
- 12/11/2023: Sevilla 1x1 Betis
- 21/05/2023: Sevilla 0x0 Betis
- 06/11/2022: Betis 1x1 Sevilla
- 27/02/2022: Sevilla 2x1 Betis
- 16/01/2022: Betis 2x1 Sevilla
- 07/11/2021: Betis 0x2 Sevilla
- 14/03/2021: Sevilla 1x0 Betis
- 02/01/2021: Betis 1x1 Sevilla
- 11/06/2020: Sevilla 2x0 Betis
- 10/11/2019: Betis 1x2 Sevilla

### Maior goleada do Sevilla FC
- Sevilla FC 22 x 0 Real Betis(1942)

### Maior goleada do Real Betis
- Real Betis 4 x 0 Sevilla FC(1979)